# 2008년 태풍
이 문서에서는 2008년에 발생한 태풍들의 활동에 대해 기록하였다.
2008년에는 4월 15일에 제1호 태풍 너구리가 발생한 것을 시작으로, 연말까지 총 22개의 태풍이 활동하였다. 평균적으로 1년 동안 태풍 발생 개수가 26.7개인 것과 비교하면 낮은 수치이다.

## 통계

### 월별 태풍 발생 개수
2008년 기록과 30년 평균 기록의 비교
| -                              | 1월       | 2월       | 3월       | 4월       | 5월       | 6월       | 7월       | 8월        | 9월        | 10월       | 11월       | 12월       |
| ------------------------------ | --------- | --------- | --------- | --------- | --------- | --------- | --------- | ---------- | ---------- | ---------- | ---------- | ---------- |
| 2008년 (누적)                  | 0 (0)     | 0 (0)     | 0 (0)     | 1 (1)     | 4 (5)     | 1 (6)     | 2 (8)     | 4 (12)     | 5 (17)     | 1 (18)     | 3 (21)     | 1 (22)     |
| 30년 평균 1971년~2000년 (누적) | 0.5 (0.5) | 0.1 (0.6) | 0.4 (1.0) | 0.8 (1.8) | 1.0 (2.8) | 1.7 (4.5) | 4.0 (8.5) | 5.5 (14.0) | 5.0 (19.0) | 3.9 (22.9) | 2.5 (25.4) | 1.3 (26.7) |

- 30년 평균으로 1년 동안 태풍 발생 개수가 26.7개인데 비해, 2008년에는 1년 동안 22개가 발생하여 낮은 수치를 기록하였다. 2007년 기록인 24개보다는 2개가 덜 발생하였다.
- 30년 평균 기록에서는 5.5개로 8월에 태풍 발생이 가장 잦다. 그러나 2008년에는 9월에 5개가 발생하여 태풍 발생이 가장 많은 달이 되었고, 8월에는 4개가 발생하여 5월달과 함께 두 번째로 태풍이 많이 발생한 달이 되었다.

## 활동한 태풍

### 제1호 태풍 너구리
2008년의 첫 태풍인 너구리 (NEOGURI)는 4월 15일 오후 3시에 필리핀 마닐라 남서쪽 약 670 km 부근 해상에서 발생하였으며 중심기압 998hPa, 최대풍속 18 m/s, 강풍반경 약 160km로 열대저압부(TD)에서 강도는 '약', 크기는 '소형'의 태풍(열대폭풍, TS)으로 발달하였고, 4월 16일 오전 9시에 중심기압 985hPa, 최대풍속 27 m/s, 강풍반경 약 350 km, 강도는 '중', 크기는 '중형'의 태풍(강한 열대폭풍, STS)으로 발달하였다. 이후 4월 17일 오전 9시에 중심기압 965hPa, 최대풍속 35 m/s, 강풍반경 약 450km의 강도는 '강', 크기는 '중형'의 태풍(TY)으로 발달했다. 그리고 북쪽으로 이동하다가 점차 북동쪽으로 방향을 틀면서 4월 19일 오후에 중국 홍콩 서쪽 광둥성 해안에 상륙하였고, 4월 20일 오전 3시경에 열대저압부로 약화되며 소멸되었다.

### 제2호 태풍 람마순
제2호 태풍 람마순 (RAMMASUN)은 5월 8일 오전 3시에 필리핀 마닐라 동남동쪽 약 1260 km 부근 해상에서 발생하였다. 발생 이후, 태풍은 북쪽으로 천천히 이동하며 점차 발달했다. 5월 9일 오전 9시에 강도 '중'(강한 열대폭풍, STS)의 태풍으로 발달한 데 이어, 같은 날 오후 9시에 중심기압 960hPa, 최대풍속 35m/s인 강도 '강'(TY)의 태풍으로 발달했다. 태풍은 이후에도 계속 북쪽으로 이동하면서 발달했다. 태풍의 최성기였던 5월 10일에는 중심기압 910hPa, 최대풍속 54m/s를 기록했는데, 이러한 최대풍속 기록은 한반도에 큰 피해를 입혔던 태풍 매미와 같은 기록으로 5월에 발생한 태풍으로써는 드문 것이다. 그리고 5월 11일부터 태풍은 점차 북동쪽으로 방향을 틀면서 급속도로 약화되기 시작하였고, 5월 13일 오후 3시경에 일본 도쿄 동남동쪽 약 490 km 부근 해상에서 온대저기압으로 변질되면서 소멸되었다. "람마순"은 태국에서 제출한 이름으로 천둥의 신을 뜻한다.

### 제3호 태풍 마트모
제3호 태풍 마트모 (MATMO)는 5월 15일 오후 9시에 일본 오키나와섬 남쪽 약 610 km 부근 해상에서 발생하였으며 중심기압 998hPa, 최대풍속 18 m/s, 강풍반경 약 250km로 열대저압부(TD)에서 강도는 '약', 크기는 '소형'의 태풍(열대폭풍, TS)으로 발달하였다. 이 태풍이 발생한 해상은 북위 20도 부근의 비교적 고위도인데다가, 태풍이 발생하기 일주일 전 강도 '매우 강'의 태풍인 제2호 태풍 람마순"이 근해를 통과하여 바닷물의 온도가 그리 높지 않기 때문에 태풍은 크게 발달하지 못하고 일본 열도 남해상에서 빠르게 동쪽으로 이동하다가 발생 이틀이 채 지나지 않은 5월 17일 오전 9시, 일본 도쿄 남쪽 970 km 부근 해상에서 온대저기압으로 변질되어 소멸되었다. "마트모"는 미국에서 제출한 이름으로 폭우를 뜻한다.

### 제4호 태풍 할롱
제4호 태풍 할롱 (HALONG)은 5월 16일 오후 3시에 필리핀 마닐라 서쪽 약 410 km 부근 해상에서 발생하였으며 중심기압 996hPa, 최대풍속 18 m/s, 강풍반경 약 300km로 열대저압부(TD)에서 강도는 '약', 크기는 '중형'의 태풍(열대폭풍, TS)으로 발달하였고, 5월 17일 오전 9시에 중심기압 985hPa, 최대풍속 27 m/s, 강풍반경 약 350 km, 강도 '중', 크기 '중형'의 태풍(강한 열대폭풍, STS)으로 발달하였다. 그러나 필리핀 내륙을 통과하면서 5월 18일 오전 9시에 중심기압 990hPa, 최대풍속 23 m/s, 강풍반경 약 300 km, 강도 '약', 크기 '중형'의 태풍(열대폭풍, TS)으로 급격히 약화되었지만, 해상으로 다시 진출하면서 5월 19일 오전 6시에 중심기압 985hPa, 최대풍속 25 m/s, 강풍반경 약 320 km, 강도 '중', 크기 '중형'의 태풍(강한 열대폭풍, STS)로 발달하였다. 그러나 5월 20일 오후 9시에 일본 도쿄 남남동쪽 약 560 km 부근 해상에서 온대저기압으로 약화되어 소멸하였다. "할롱"은 베트남에서 제출한 이름으로 베트남의 세계자연유산인 하롱베이(Halong Bay)를 뜻한다.

### 제5호 태풍 나크리
"나크리"는 캄보디아에서 제출한 이름으로 꽃의 한 종류인 나크리를 뜻한다.

### 제6호 태풍 펑선
제6호 태풍 펑선 (FENGSHEN)은 6월 19일 오전 9시에 필리핀 마닐라 동남동쪽 약 1250km 해상에서 중심기압 1000hPa, 최대풍속 18m/s, 강풍반경 약 350km로 열대저압부(TD)에서 강도는 '약', 크기는 '중형'의 태풍(열대폭풍, TS)으로 발달하였고, 6월 19일 오후 9시에 중심기압 985hPa, 최대풍속 31m/s, 강풍반경 약 300km, 강도 '중', 크기 '중형'의 태풍(강한 열대폭풍, STS)으로 발달하였다. 그리고 6월 20일 오전 3시에 중심기압 980hPa, 최대풍속 33m/s, 강풍반경 약 300km, 강도 '강', 크기 '중형'의 태풍(TY)으로 급격히 발달하였다. 그 후 필리핀을 관통하여 많은 피해를 일으켰고, 육지를 통과하면서 약화된 태풍 펑선은 남중국해를 건너 6월 25일 홍콩에 상륙하였고, 6월 26일 오전 3시경에 열대저압부로 약화되며 소멸하였다. "펑선"은 중국에서 제출한 이름으로 바람의 신을 의미한다.
6월 21일, 필리핀에서 태풍 펑선이 강타한 지역에 홍수와 산사태가 발생하여 17명 이상이 사망하였다고 필리핀 당국이 밝혔고, 필리핀 중부 시부얀섬 부근 해상에서는 여객선 '프린세스 오브 더 스타'호가 침몰하여 많은 피해가 발생하였다.

### 제7호 태풍 갈매기
제7호 태풍 갈매기 (KALMAEGI)는 7월 15일 오후 3시에 필리핀 마닐라 북동쪽 약 490km 부근 해상에서 중심기압 996hPa, 최대풍속 18m/s, 강풍반경 약 150km(일본 기상청은 강풍반경 170km)로 열대저압부(TD)에서 강도는 '약', 크기는 '소형'의 태풍(열대폭풍, TS)으로 발달하였고, 7월 16일 오후 3시에 중심기압 985hPa, 최대풍속 26m/s, 강풍반경 약 220km, 강도는 '중' 크기는 '소형'의 태풍(강한 열대폭풍, STS)으로 발달하였다. 그리고 7월 17일 오후 3시에는 중심기압 970hPa, 최대풍속 65kt(약 35m/s)의 강도 '강'의 태풍(TY)으로 발달, 최성기를 맞이했다. 이후 계속 북서진 하면서 대만의 내륙을 관통하였고, 급속히 약화되어 중국 대륙에 진입할 무렵에는 강도 '약'의 세력이 되었다. 이어서 7월 19일, 미국 합동태풍경보센터(JTWC)와 지역특별기상센터(일본 기상청, RSMC)는 태풍 갈매기의 등급을 열대저기압으로 낮춤으로써, 중국 내륙에서 태풍이 소멸한 것으로 해석했다. 그러나 대한민국 기상청은 태풍 갈매기가 중국 내륙을 통과한 후 전향하여 북동진을 하다가 황해로 진출하여 한반도에 영향을 주었고, 7월 20일 오후 6시에 군산 서쪽 약 170km 부근 해상에서 열대저압부로 변질되어 소멸하였다고 발표하였다. "갈매기"는 조선민주주의인민공화국(북한)에서 제출한 이름이다.

### 제8호 태풍 풍웡
제8호 태풍 풍웡 (FUNG-WONG)은 7월 25일 오후 3시에 일본 오키나와섬 남동쪽 약 570 km 부근 해상에서 중심기압 994hPa, 최대풍속 18 m/s, 강풍반경 약 250km로 열대저압부(TD)에서 강도는 '약', 크기는 '소형'의 태풍(열대폭풍, TS)으로 발달하였고, 7월 26일 오전 9시에 중심기압 985hPa, 최대풍속 26 m/s, 강풍반경 300km의 강도는 '중', 크기는 '중형' 태풍(강한 열대폭풍, STS)으로 발달하였다. 그리고 서진하다가 점차 서북서진으로 방향을 틀면서 7월 27일 오전 9시에 중심기압 965hPa, 최대풍속 37 m/s 강풍반경 약 350km의 강도는 '강', 크기는 '중형'의 태풍(TY)로 발달하였다. 그 후 7월 28일 대만에 상륙 한 후 강한 열대폭풍(STS)로 약화되었고, 대만 해협을 건너 다음날인 7월 29일 중국에 상륙하면서 열대폭풍(TS)로 더욱 약화되었다. 7월 29일 오후 9시에 중국 상하이 남서쪽 약 560 km 부근 육상에서 열대저압부로 변질되었다.

### 제9호 태풍 간무리
제9호 태풍 간무리 (KAMMURI)는 8월 5일 오전 9시에 중국 홍콩 남동쪽 약 310 km 부근 해상에서 중심기압 992hPa, 최대풍속 18 m/s, 강풍반경 약 280km로 열대저압부(TD)에서 강도는 '약', 크기는 '소형'의 태풍(열대폭풍, TS)으로 발달하였고, 8월 6일 오전 9시에 중심기압 975hPa, 최대풍속 25 m/s, 강풍반경 약 320 km, 강도 '중', 크기 '중형'의 태풍(강한 열대폭풍, STS)으로 발달하였다. 그 후 계속 서진하다가 레이저우반도를 통과하면서 점차 약화되었고, 8월 8일 오전 3시에 베트남 하노이 동쪽 약 20 km 부근 육상에서 열대저압부로 변질되었다. "간무리"는 일본에서 제출한 이름으로 왕관을 뜻한다.

### 제10호 태풍 판폰
제10호 태풍 판폰 (PHANFONE)은 8월 10일 오후 3시에 일본 도쿄 동남동쪽 약 1520 km 부근 해상에서 중심기압 992hPa, 최대풍속 18 m/s, 강풍반경 약 280km로 열대저압부(TD)에서 강도는 '약', 크기는 '소형'의 태풍(열대폭풍, TS)으로 발달하였다. 그러나 북위 30도의 고위도에서 발생하여 크게 발달하지 못하고 다음날 8월 11일 오후 3시에 일본 도쿄 동북동쪽 약 2200 km 부근 해상에서 온대저기압으로 변질되어 소멸하였다. "판폰"은 라오스에서 제출한 이름으로 동물의 한 종류를 뜻한다.
미국 합동태풍경보센터(JTWC)는 이 태풍을 열대저기압으로 해석하지 않았다.

### 제11호 태풍 봉퐁
제11호 태풍 봉퐁 (VONGFONG)은 8월 15일 오후 3시에 일본 가고시마 동남동쪽 약 490 km 부근 해상에서 중심기압 994hPa, 최대풍속 18 m/s, 강풍반경 약 220km로 열대저압부(TD)에서 강도는 '약', 크기는 '소형'의 태풍(열대폭풍, TS)으로 발달하였다. 그 후 더 이상 발달하지 못하고 열대폭풍 상태로 동북동진 하다가 8월 17일 오후 3시에 일본 삿포로 동남동쪽 약 1150 km 부근 해상에서 온대저기압으로 변질되었다. "봉퐁"은 마카오에서 제출한 이름으로 말벌을 뜻한다.

### 제12호 태풍 누리
제12호 태풍 누리 (NURI)는 8월 18일 오전 9시에 미국 괌 서북서쪽 약 1260 km 부근 해상에서 중심기압 1000hPa, 최대풍속 18 m/s, 강풍반경 약 240 km, 강도 '약', 크기 '소형'의 태풍(열대폭풍, TS)으로 발달하였다. 8월 18일 오후 9시에 중심기압 980hPa, 최대풍속 31 m/s, 강풍반경 250 km, 강도 '중', 크기 '소형'의 태풍(강한 열대폭풍, STS)으로 발달하였고, 얼마 지나지 않아 8월 19일 오전 3시에 중심기압 975hPa, 최대풍속 33 m/s, 강풍반경 300 km, 강도 '강', 크기 '중형'의 태풍(TY)으로 급격히 발달하였다. 8월 20일 태풍 누리는 최대로 발달한 채 필리핀 북부 해상을 통과하면서 필리핀 북부 지방에 피해를 입혔다. 그 후 계속 서북서진하면서 점차 약화되었고, 8월 22일 홍콩에 상륙하였다. 육상에 진입한 태풍 누리는 태풍 발단 단계 중 2단계인 열대폭풍(TS) 등급으로 급격히 약화되었고, 다음날인 8월 23일 오전 9시에 홍콩 서북서쪽 약 220 km 부근 육상에서 열대저압부로 약화되었다.

### 제13호 태풍 실라코
"실라코"는 미크로네시아 연방에서 제출한 이름으로 여신을 의미한다.

### 제14호 태풍 하구핏
제14호 태풍 하구핏 (HAGUPIT)은 9월 19일 오후 9시에 필리핀 마닐라 동쪽 약 1270km 부근 해상에서 중심기압 1004hPa, 최대풍속 18m/s, 강풍반경 약 180km, 강도 '약', 크기 '소형'의 태풍(열대폭풍, TS)으로 발생하였고, 9월 20일 오후 3시에 중심기압 990hPa, 최대풍속 25m/s, 강풍반경 380km, 강도 '중', 크기 '중형'의 태풍(강한 열대폭풍, STS)으로 발달하였다. 그리고 9월 21일 오후 9시에 중심기압 970hPa, 최대풍속 34m/s, 강풍반경 약 400km, 강도 '강', 크기 '중형'의 태풍(TY)으로 발달하였고, 9월 22일 오후 3시에 중심기압 945hPa, 최대풍속 44m/s, 강풍반경 약 450km의 매우 강한 태풍으로 더욱 발달하였다. 그 후 태풍 하구핏은 중심기압 935hPa, 최대풍속 48m/s까지 최대로 발달하여 최성기를 맞이하였고, 계속 서북서진하여 9월 24일 레이저우반도 북부에 상륙한 뒤 급격하게 약화되었다. 그리고 9월 25일 오전 9시에 베트남 하노이 북쪽 약 220km 부근 육상에서 열대저압부로 변질되었다. "하구핏"은 필리핀에서 제출한 이름으로 채찍질을 의미한다.
태풍 하구핏으로 인하여 중국 남부의 광둥성과 광시 좡족 자치구에 홍수와 강풍이 발생하여 10명이 사망하고, 2명이 실종되었다.

### 제15호 태풍 장미
제15호 태풍 장미 (JANGMI)는 9월 24일 오후 9시에 필리핀 마닐라 동쪽 약 1700km 부근 해상에서 중심기압 1000hPa, 최대풍속 16m/s, 강풍반경 약 130km, 강도 '약', 크기 '소형'의 태풍(열대폭풍, TS)으로 발생하였고, 9월 25일 오전 9시에 중심기압 980hPa, 최대풍속 26m/s, 강풍반경 300km, 강도 '중', 크기 '중형'의 태풍(강한 열대폭풍, STS)으로 발달하였다. 9월 26일 오전 3시에 중심기압 960hPa, 최대풍속 35m/s, 강풍반경 약 380km, 강도 '강', 크기 '중형'의 태풍(TY)으로 발달하였고, 같은 날 오후 9시에 중심기압 935hPa, 최대풍속 48m/s, 강풍반경 약 420km의 매우 강한 태풍으로 발달하였다. 그리고 다음날인 9월 27일 오후 9시에 최대로 발달하여 중심기압 902hPa, 최대풍속 118kt(약 63m/s)를 기록하였다. 9월 28일 대만에 상륙하면서 강도 '중', 크기 '소형'의 태풍으로 약화되었고, 9월 29일 대만 북쪽 해상으로 진출하였다. 그 후 중국 내륙과 한반도 부근에 위치한 고기압 때문에 더 이상 북진하지 못하고 점차 동북동쪽으로 방향을 틀면서 일본 남해상을 향하여 진행하였다. 그러나 태풍 장미는 더 이상 발달하지 못하였고, 10월 1일 오후 12시에 일본 가고시마 남동쪽 약 200km 부근 해상에서 온대저기압으로 변질되었다.(일본 기상청 RSMC 기준으로는 10월 1일 오전 9시에 온대저기압으로 변질되었다.) "장미"는 대한민국에서 제출한 이름이다.
태풍 장미가 상륙한 대만에서는 강풍과 호우 등으로 36명이 부상당하였으며, 77만 가구에 정전이 발생하였다.

### 제16호 태풍 메칼라
제16호 태풍 메칼라 (MEKKHALA)는 9월 29일 오전 9시에 베트남 하노이 남동쪽 약 790 km 부근 해상에서 중심기압 992hPa, 최대풍속 18 m/s, 강풍반경 약 80 km, 강도 '약', 크기 '소형'의 태풍(열대폭풍, TS)으로 발생하였다. 9월 30일 오전 3시에 중심기압 990hPa, 최대풍속 45kt(약 23 m/s)로 태풍으로서의 최성기를 맞이하였다. 그러나 태풍 메칼라는 발생 후 인도차이나반도 쪽으로 북북서진하였기 때문에 크게 발달하지 못하고 9월 30일 오후 9시에 베트남 하노이 남서쪽 약 370 km 부근 육상에서 열대저압부로 약화되어 소멸하였다. "메칼라"는 태국에서 제출한 이름으로 천둥의 천사를 의미한다.

### 제17호 태풍 히고스
제17호 태풍 히고스 (HIGOS)는 9월 30일 오전 9시에 필리핀 마닐라 동남동쪽 약 770km 부근 해상에서 중심기압 1000hPa, 최대풍속 18m/s, 강풍반경 약 150km, 강도 '약', 크기 '소형'의 태풍(열대폭풍, TS)으로 발생하였다. 발생 직후 필리핀 제도를 관통한 후 남중국해로 빠져 나왔으나 육지를 통과하면서 크게 발달하지 못하고 열대폭풍(TS) 상태로 하이난섬을 향하여 북진하였다. 10월 4일 오전 9시에 중국 홍콩 남서쪽 약 420km 부근 해상에서 열대저압부로 약화되었다. "히고스"는 미국에서 제출한 이름으로 무화과를 의미한다.

### 제18호 태풍 바비
제18호 태풍 바비 (BAVI)는 10월 19일 오후 3시에 미국 괌 북북동쪽 약 1500km 부근 해상에서 중심기압 1000hPa, 최대풍속 18m/s, 강풍반경 약 100km, 강도 '약', 크기 '소형'의 태풍(열대폭풍, TS)으로 발생하였다. 그러나 크게 발달하지 못하고, 다음날인 10월 20일 오후 9시에 일본 도쿄 동쪽 약 1290km 부근 해상에서 온대저기압으로 변질되었다. ‘바비’는 베트남에서 제출한 이름으로 바비산맥에서 따온 이름이다.

### 제19호 태풍 마이삭
제19호 태풍 마이삭 (MAYSAK)은 11월 7일 오후 3시에 필리핀 마닐라 서남서쪽 약 430km 부근 해상에서 중심기압 1002hPa, 최대풍속 18m/s, 강풍반경 약 150km, 강도 '약', 크기 '소형'의 태풍(열대폭풍, TS)으로 발생하였다. 11월 8일 오후 9시에 중심기압 985hPa, 최대풍속 25m/s, 강풍반경 약 180km, 강도 '중', 크기 '소형'의 태풍(강한 열대폭풍, STS)으로 더욱 발달하였다. 그러나 더 이상 발달하지 못하고, 남중국해 해상에서 정체하다가 11월 10일 오전 12시에 필리핀 마닐라 서북서쪽 약 570km 부근 해상에서 열대저압부(TD)로 약화되었다.(일본 기상청 RSMC 기준으로는 11월 9일 밤 9시에 열대저압부(TD)로 약화되었다.) "마이삭"은 캄보디아에서 제출한 이름으로 나무의 한 종류이다.

### 제20호 태풍 하이선
제20호 태풍 하이선 (HAISHEN)은 11월 16일 오전 3시에 일본 도쿄 남동쪽 약 1470km 부근 해상에서 중심기압 1006hPa, 최대풍속 18m/s, 강풍반경 약 250km, 강도 '약', 크기 '소형'의 태풍(열대폭풍, TS)으로 발생하였다. 발생 후 북동-동북동진 하다가 크게 발달하지 못하고, 11월 17일 오전 9시에 일본 도쿄 동남동쪽 약 1820km 부근 해상에서 온대저기압으로 변질되었다.(일본 기상청 RSMC는 열대저압부(TD)로 약화되었다고 발표하였다.) "하이선"은 중국에서 제출한 이름으로 바다의 신을 의미한다.

### 제21호 태풍 노을
제21호 태풍 노을 (NOUL)은 11월 16일 오후 3시에 필리핀 마닐라 서남서쪽 약 840km 부근 해상에서 중심기압 1000hPa, 최대풍속 18m/s, 강풍반경 약 200km, 강도 '약', 크기 '소형'의 태풍(열대폭풍, TS)으로 발생하였다. 발생 후 서북서-서진 하다가 크게 발달하지 못하고, 11월 17일 오후 9시에 베트남 호찌민 북북동쪽 약 150km 부근 육상에서 열대저압부(TD)로 약화되었다. "노을"은 조선민주주의인민공화국(북한)에서 제출한 이름이다.